# Basílica y convento de Nuestra Señora de la Merced (Lima)

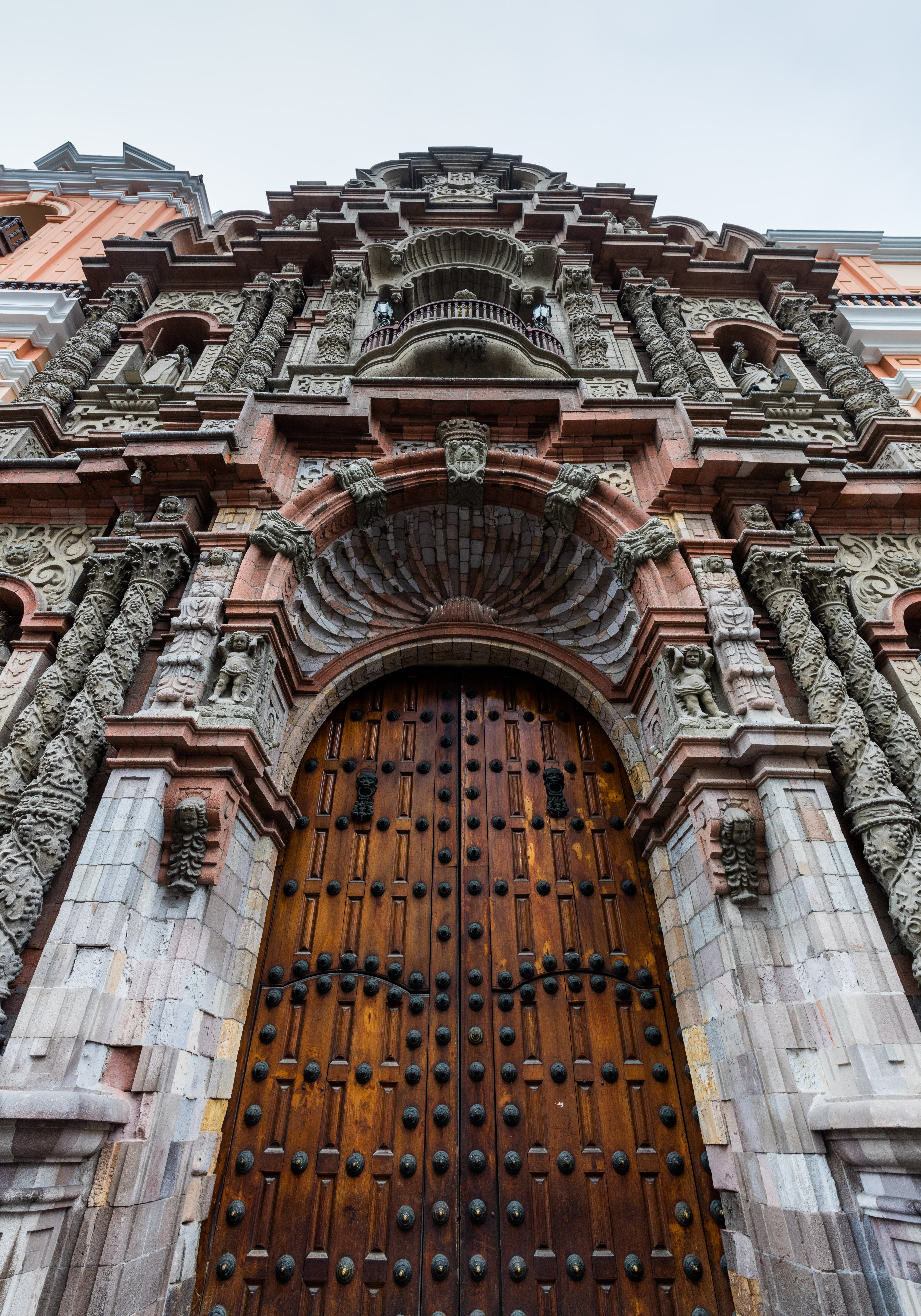
Detalle de la portada.

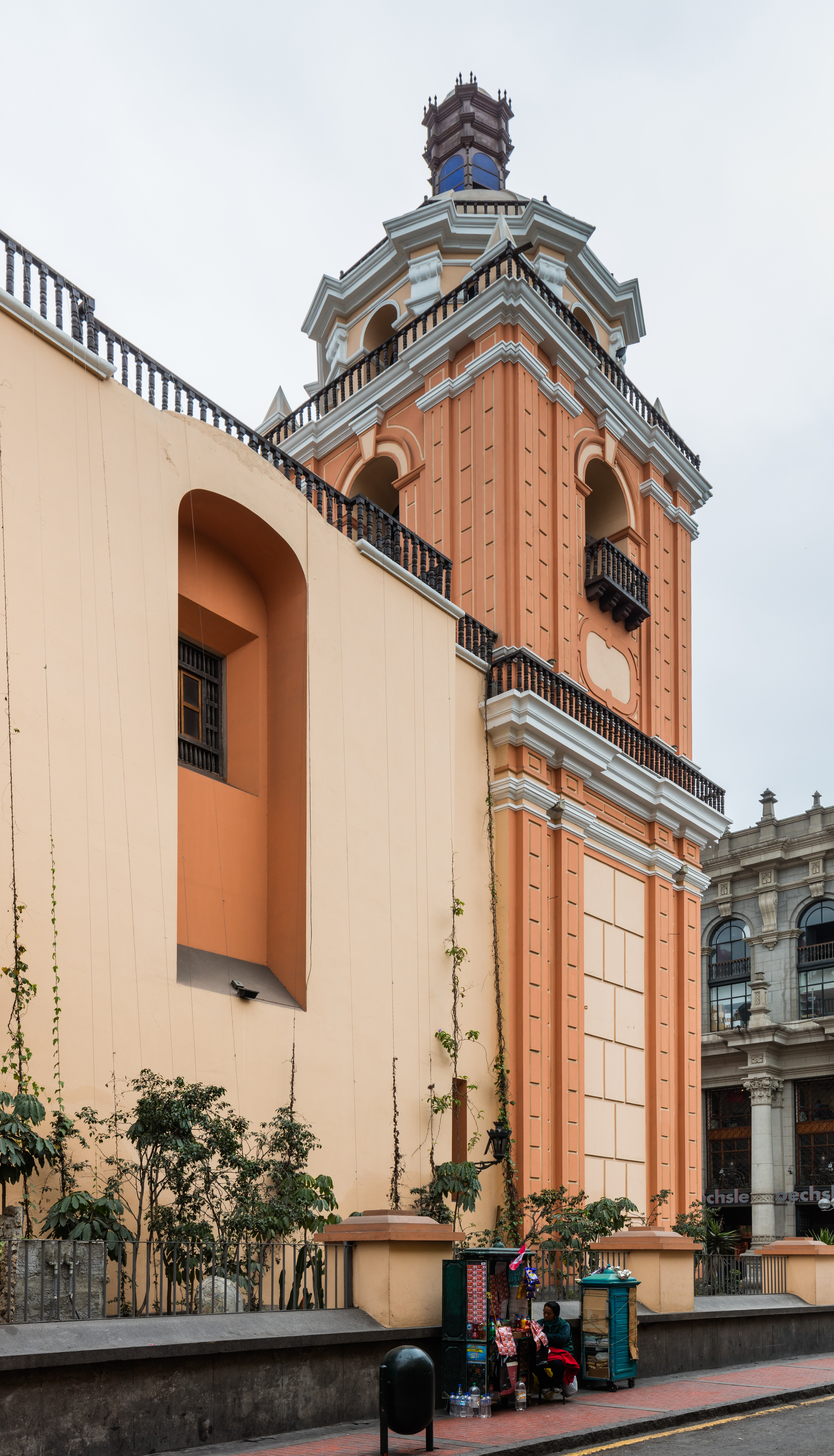
Campanario.

La basílica menor y convento de Nuestra Señora de la Merced es un edificio religioso de Perú, que fue construido por fray Miguel de Orenes en 1535, tomando por titular al Arcángel San Miguel.
En la basílica se venera a la Patrona de las Fuerzas Armadas del Perú.

## Ubicación en la ciudad
La iglesia de Nuestra Señora de la Merced se encuentra en el cruce de la cuadra 6 del jirón de la Unión (calle La Merced) con la primera cuadra del jirón Santa Rosa (calle Jesús Nazareno), en el centro histórico de Lima.

## Descripción de la fachada y determinación de su estilo
La fachada es una muestra acabada del estilo barroco churrigueresco limeño y en su parte central la imagen de la Virgen de las Mercedes aparece en una hornacina, alrededor de la cual se disponen otras.
Después del terremoto de 1746 la iglesia fue parcialmente restaurada; en esa época también se reconstruyó la notable portada, que adorna el frontis con sus columnas salomónicas, que es considerada como una reliquia histórica y artística de gran calidad estética. Fue fabricada en una calidad especial de granito original de Panamá, que traían como lastre, piedra usada como peso que se colocaba en el fondo del buque, para favorecer su equilibrio, los galeones que venían a cargar minerales en el Callao. Esta portada tan fina artísticamente tallada en tres cuerpos, se construyó utilizando piedras de color gris y rosadas, formando una combinación que no se encuentra en otros templos limeños.
Su única torre, iniciada en 1539, debía ser más alta pero fue rebajada a raíz del terremoto del 20 de octubre de 1687.

## Descripción de su interior
En el interior guarda retablos de diversos estilos, esculturas y pinturas consideradas joyas del arte virreinal. El altar mayor es menos recargado que los otros, completamente dorado al fuego. En la parte central destaca la efigie de Nuestra Señora de la Merced imagen que desde 1615 fue invocada como celestial protectora de la ciudad. En 1730 el Cabildo Civil la nombró Patrona perpetua de los Campos de Lima, a raíz de su intercesión contra la esterilidad de los campos. En la República fue nombrada patrona de las Armas del Perú por el Congreso Constituyente en 1823. Con motivo de las Celebraciones del I Centenario de la Independencia Nacional se solicitó el privilegio de la Coronación Canónica de tan célebre imagen, realizándose el 24 de septiembre de 1921, bajo el padrinazgo del Presidente de la República, Augusto Leguía y de la duquesa de Goyeneche, ante una multitud de fieles y miembros de las Fuerzas Armadas que le rindieron tributo a su Patrona, otorgándole el mención honrífica de Gran Mariscala.

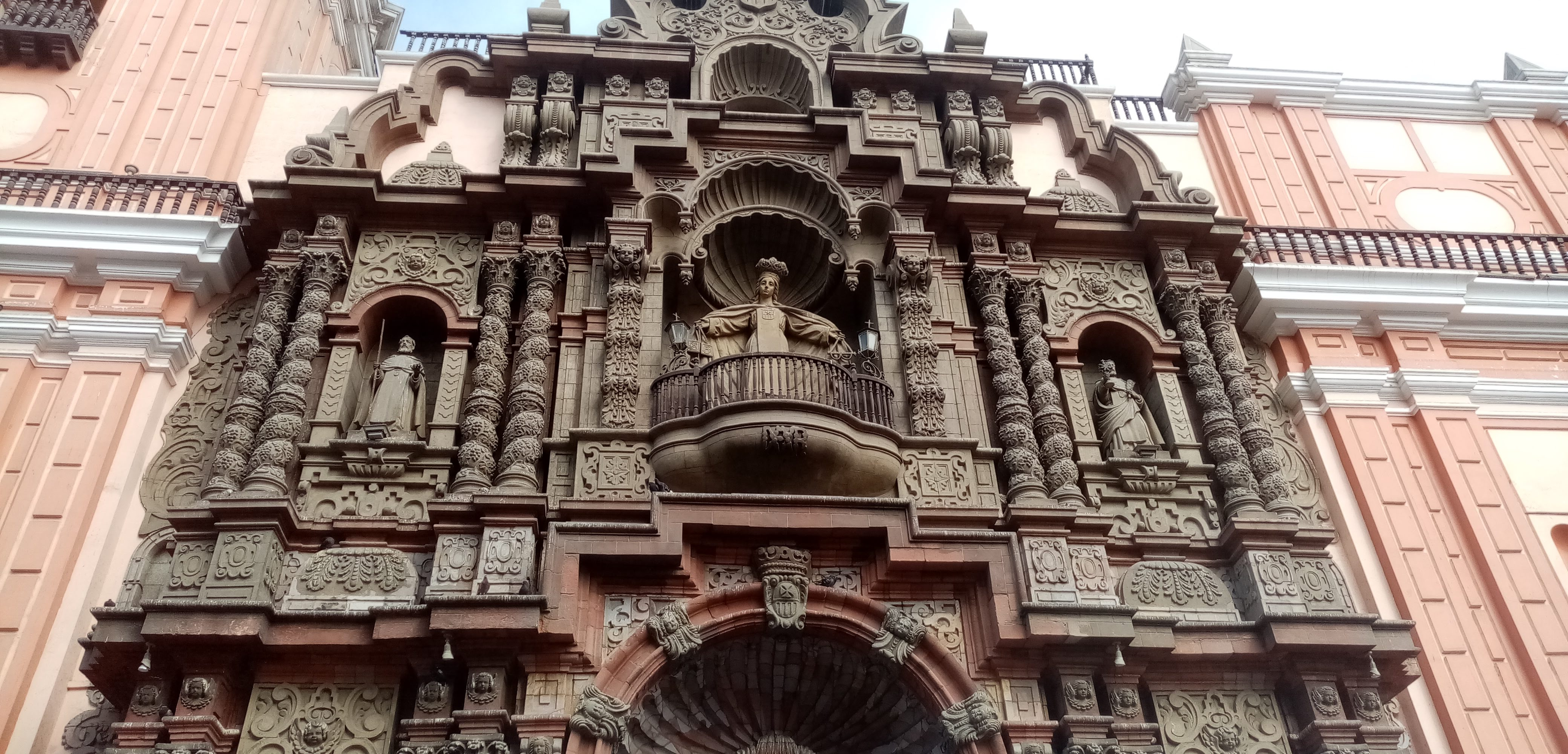
Detalles de la parte superior de la entrada a la Basílica de la Virgen de la Merced.

La Virgen porta en sus manos los grilletes y escapulario de su Orden, así como un rico cetro de oro y las más altas condecoraciones militares, así como otras distinciones que demuestran la gran devoción hacia María. Esta imagen sale en procesión el día 24 de septiembre, escoltada y llevada en andas de Plata por los cadetes de las Fuerzas Armadas del Perú y numeroso público.
El altar del Santo Cristo del Auxilio, imagen atribuida a Juan Martínez Montañés y cuyos relieves se atribuyen a Martín Alonso de Mesa, guarda la leyenda de las conversaciones de este Cristo con el padre Pedro Urraca. Dicen que en una ocasión su hermano lego Sebastián de la Cruz y Ayala, que se encargaba de atender su culto, vio cómo desclavando su mano, le daba bendición. Al pie del altar de la comunión están enterrados los restos del padre Urraca, muerto en olor de Santidad. Ante la Cruz donde hacia penitencia, ubicada a la entrada del templo, desde hace tres siglos la gente se arrodilla con fervor religioso a este venerable fraile para suplicarle un milagro.

### Otros recintos
El convento tiene en la actualidad tres claustros:
- el principal, amplio, con altares en las esquinas tiene zócalos de azulejos;
- el de "Los Doctores", por la serie de sobrerrelieves en los que se ven a varios mercedarios que dictaron cátedra en la Universidad de San Marcos; en este claustro funcionó el Colegio Nuestra Señora de la Merced desde sus inicios, en 1917, hasta 1972;
- el del Noviciado.

El claustro principal y el de los Doctores están separados por una escalera monumental que conduce a una cúpula de media naranja en la parte superior.
En la biblioteca además de los incunables y libros religiosos muy antiguos; se halla el sillón donde se sentaba el padre Urraca, mueble que se ha convertido en una reliquia. En la sacristía se encuentra la famosa Cruz de la Conquista traída por los mercedarios.

## Historia

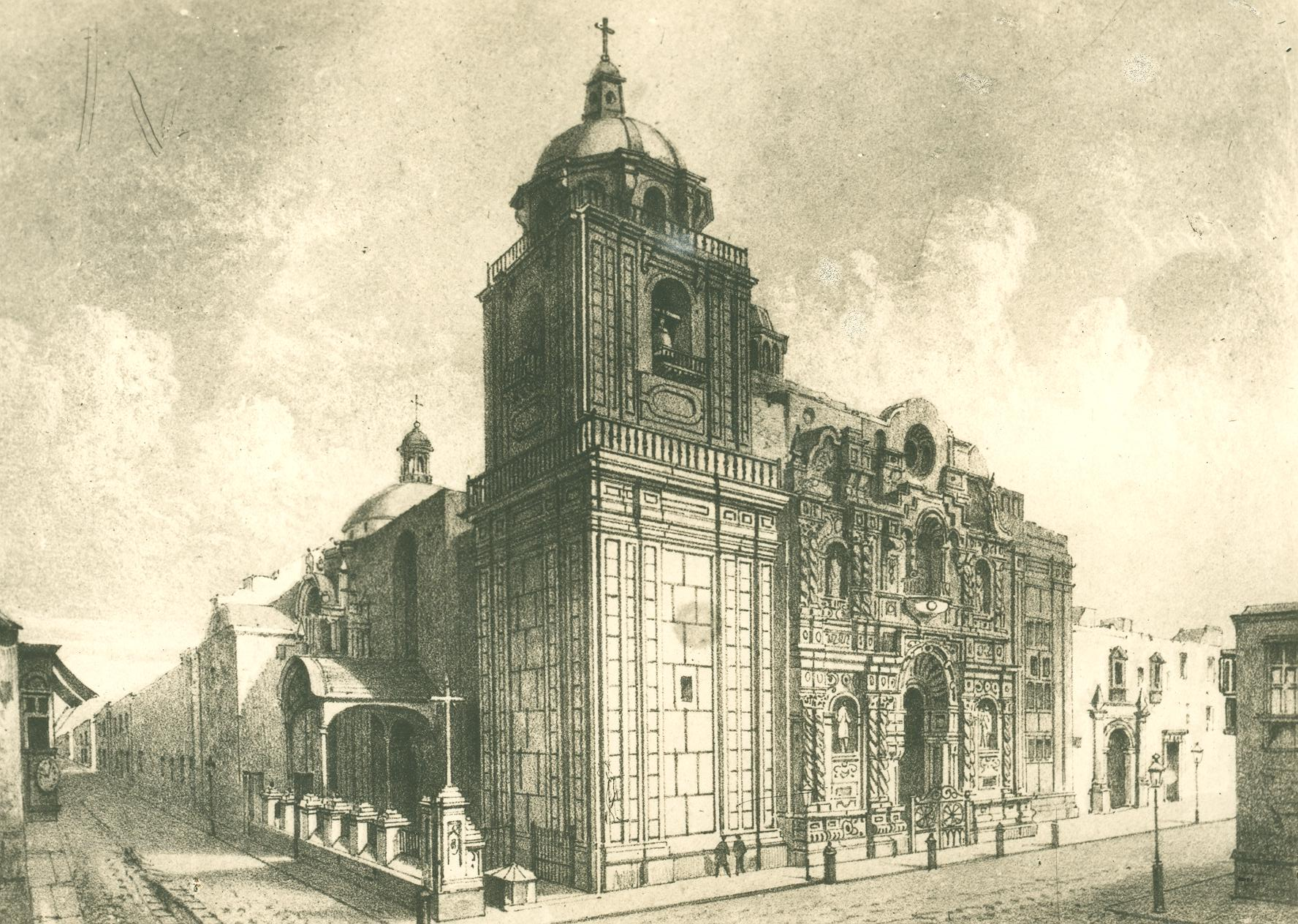
Detalle de la Torre, portada principal y puerta lateral de la Iglesia de la Virgen de la Merced en el

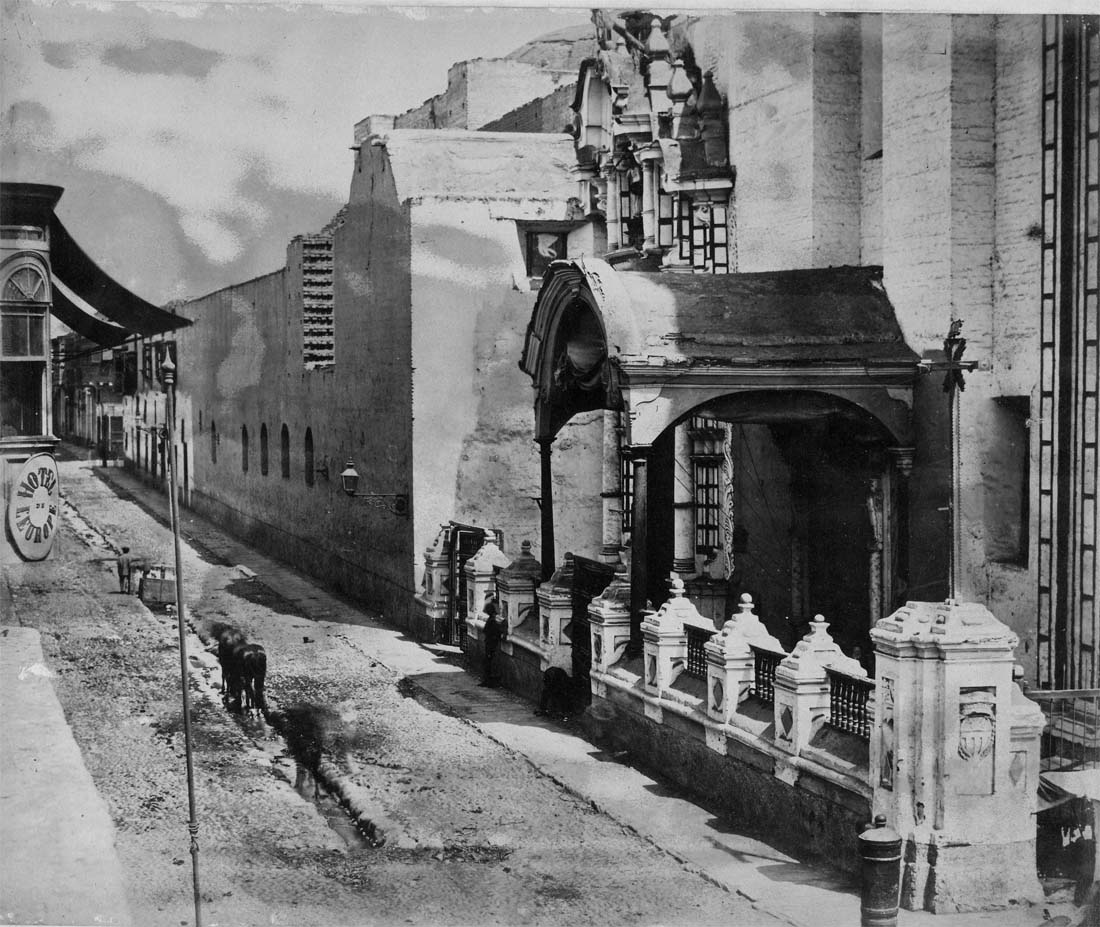
Puerta lateral de la Iglesia de la Virgen de la Merced, por el Jirón Antonio Miro Quesada (Calle Jesús Nazareno), en el

Tan antiguos como la ciudad de Lima son el Convento y el Templo de La Merced. Según antiguas crónicas se establecen que los terrenos donde se construyen el Convento y la Iglesia ya pertenecían a la orden Mercedaria. Sucede que el 13 de abril de 1534, el capitán Francisco de Becerra hizo donación de éste solar, más seis mil pesos al Convento de la Natividad de Nuestra Señora, que más tarde recibió el nombre de Convento de la Madre de Dios de la Merced. En la Cripta del preparatorio, al lado de la sacristía, están las tumbas del famoso donante junto a su esposa. Los Mercedarios es una de las órdenes religiosas que llegaron para catequizar los pueblos conquistados en el Perú. Un año antes que Francisco Pizarro, se establecen en este lugar, mientras que el fundador de Lima se encontraba por Cuzco y Jauja. El primer templo fue de madera; la actual es la segunda, hecha de adobe y ladrillo, Su portada barroca fue labrada en 1591 por Cristóbal Gómez.

### El venerable padre Urraca
Fray Pedro Urraca nació en la villa de Jadraque en Guadalajara, España, en 1583, vino de España a los 19 años y el destino decidió su vocación. Cuentan que la nave en que viajaba estuvo a punto de naufragar debido a la presencia de una gran tormenta que puso en peligro las vidas de los tripulantes; entonces Pedro Urraca ofreció su vida a la Virgen si lograba salvarse; de pronto el mar se serenó, y el barco continuó viaje a Quito con toda tranquilidad. En esta ciudad inició Pedro Urraca su noviciado. De este lugar lo enviaron al Perú. Durante su vida uso cilicio y cadenas de hierro sobre el cuerpo para hacer penitencia. Al cabo de treinta años se le incrustó en las carnes produciéndole llagas profundas; el médico se las retiró por orden del confesor. Después de muchos años volvió a España, donde llegó a ser Director espiritual de la Reina Isabel de Borbón. Aunque le pidieron que se quedara en la Corte, él prefirió regresar a Lima donde murió el 7 de agosto de 1657 a los 74 años de edad. Sus restos se localizan en el suelo de la iglesia, en la nave de la epístola, allí existe una inscripción en la que se lee: "En este lugar y debajo de la tierra reposa el cadáver del siervo de Dios Fray Pedro Urraca de la Santísima Trinidad". Su causa de beatificación se inició en Roma el 29 de abril de 1682. Sus virtudes heroicas fueron proclamadas el 31 de enero de 1981 y fue declarado Venerable por el entonces papa Juan Pablo II.

### Particularidad
En la iglesia de la Merced hay nichos que guardan la imagen del Señor de Huanca, la del Señor de Cachuy entre otras advocaciones regionales de Jesús Crucificado.